# Conte de primavera
Conte de primavera (títol original en francès: Conte de printemps) és una pel·lícula francesa dirigida per Éric Rohmer, estrenada el 1990 i la primera del cicle de "Contes de les quatre estacions" (Contes des quatre saisons). Ha estat subtitulada al català.

## Argument
Jeanne, una jove professora de filosofia, viu a l'apartament del seu company Mathieu. Com que aquest està fora per uns dies decideix tornar al seu pis, però es troba que encara hi ha la seva cosina amb el seu xicot. Jeanne passarà la nit a la festa d'una amiga on hi coneix la Natacha, una jove estudiant de piano. Aquesta la convida a compartir l'elegant apartament on viu, aprofitant que el seu pare Igor se n'ha anat amb la Eve, una universitària. Uns dies més tard Natacha porta la Jeanne a la casa de vacances familiar. Per un malentès també hi aniran l'Igor i la Eve. Les circumstàncies faran que Igor i Jeanne es quedin sols.

## Repartiment
- Anne Teyssèdre: Jeanne
- Florence Darel: Natacha
- Hugues Quester: Igor
- Éloïse Bennett: Ève
- Sophie Robin: Gaëlle
- Marc Lelou: Gildas
- François Lamore: William

## Al voltant de la pel·lícula
Eric Rohmer havia estat professor, fet que s'endevina en totes les converses del film que destil·len un concepte pedagògic, cercant un ordre pels fets. La mateixa aparició de Jeanne, amb el seu domini de la paraula, en la vida de la descentrada i confusa Natacha que li suposa una font d'equilibri. El realitzador ens mostra també el seu interés pels números i combinacions matemàtiques, present a les seves obres. El nombre tres sembla estar present en tota la pel·lícula, presència de tres dones Jeanne, Natacha, Ève que envolten Igor, el triangle que conformen els tres personatges centrals (Jeanne, Natacha, Igor), així com els tres desitjos que Jeanne li concedeix a l'Igor. Jeanne es desplaça pels dos apartaments fins a arribar al tercer on residirà temporalment, a casa la Natacha. Un pròleg sense paraules inicial ens introdueix la figura de Jeanne, una vocació realista i quotidiana en el present amb un substracte filosòfic recurrent en tot el film, fins i tot en moments que voregen la comicitat com l'escena a la cuina discutint trascendentalment.

### Contes de les quatre estacions
Rohmer és l'autor d'un cinema molt personal, als personatges els agrada parlar de les seves vides. Va organitzar moltes de les seves pel·lícules en sèries com els "Contes morals" (1962-1972) i "Comèdies i proverbis" (1981-1987). Amb Conte de printemps va obrir un nou cicle, els "Contes de les quatre estacions" (Contes des quatre saisons 1990- 1998) Com és habitual en el director, també en aquest cas les quatre peces de la sèrie es rodaren en les mateixes dates en que transcorre la ficció. Conte de printemps es va rodar a la primavera del 1989 i es va estrenar a les sales franceses a l'abril de 1990. Les protagonistes d'aquests quatre films tenen en el centre de les seves històries un estat de disponibilitat per l'amor, en el cas de Jeanne transitòriament, amb el seu company Mathieu que està de viatge.